# Segunda geração rica
Fuerdai (chinês: 富二代, pinyin: Fù'èrdài, lit. ‘segunda geração rica’) é um termo chinês para designar os filhos dos "novos ricos" na China. Esse termo, geralmente considerado pejorativo, é frequentemente invocado na mídia chinesa e nas discussões cotidianas na China continental, pois incorpora alguns dos problemas sociais e morais associados à sociedade chinesa moderna.
Os fuerdai são os filhos e filhas dos chineses que tornaram-se ricos nos primeiros anos da era da reforma da China a partir do final dos anos 1970 em diante. Durante a nova era, na qual a iniciativa privada poderia ser recompensada pela riqueza, muitos novos chineses ricos surgiram naquela que até então era uma sociedade socialista típica. Embora esses indivíduos ricos possam ter alcançado sua nova posição socioeconômica por iniciativa e esforços próprios ou por se tornarem membros poderosos do Partido Comunista, seus filhos geralmente desfrutam de um estilo de vida confortável e têm um caminho de vida muito mais fácil e sem obstáculos.
Muitos desses chineses mandam seus filhos para o exterior para estudarem. Isso é especialmente verdadeiro nos Estados Unidos, na Europa e em partes do Canadá, onde é comum ver estudantes chineses abastados frequentando universidades, dirigindo carros caros e vestindo roupas e acessórios de marca cujas faixas de preço são inacessíveis para a grande maioria dos estudantes norte-americanos e europeus. As universidades olham favoravelmente para esse tipo de estudante internacional, pois geram mais receita e tendem a pagar taxas mais altas.     
O termo também passou a ser usado de forma limitada para rotular qualquer pessoa com pais ricos que, como resultado, tiveram uma educação privilegiada. Mesmo figuras não chinesas, como Fidel Castro e Donald Trump, foram descritas pela mídia chinesa como fuerdai . 